# IC 5256
IC 5256 ist eine Balken-Spiralgalaxie vom Hubble-Typ SBd im Sternbild Indianer am Südsternhimmel. Sie ist schätzungsweise 165 Millionen Lichtjahre von der Milchstraße entfernt und hat einen Durchmesser von etwa 55.000 Lichtjahren.

Im selben Himmelsareal befindet sich u. a. die Galaxie IC 5252.
Das Objekt wurde am 21. August 1900 von DeLisle Stewart entdeckt.